# Yangguan
Yangguan (chinois simplifié : 阳关 ; chinois traditionnel : 陽關 ; pinyin : yángguān ; litt. « Le passage du soleil ») est une ancienne porte de la route de la soie, créée par l'empereur Han Wudi, de la dynastie des Han occidentaux, aux environs de -120 et située sur l'actuel  territoire de la ville-district de Dunhuang, dans la ville-préfecture de Jiuquan, province du Gansu, République populaire de Chine.
Elle servait alors de poste de garde et d'observation, à 70 kilomètres au sud sud-ouest du centre ville de Dunhuang. Les ruines de la muraille de Chine de l'époque de la dynastie Han s'arrêtent à quelques dizaines de kilomètres de cette porte, tout près de Yumenguan.
Une fortification dans le style de cette époque a été rénovée près de cette porte. Elle comporte un musée. 
Cette porte domine une vaste plaine désertique, faite de sable et de cailloux et comportant une grande oasis.